# 小淨

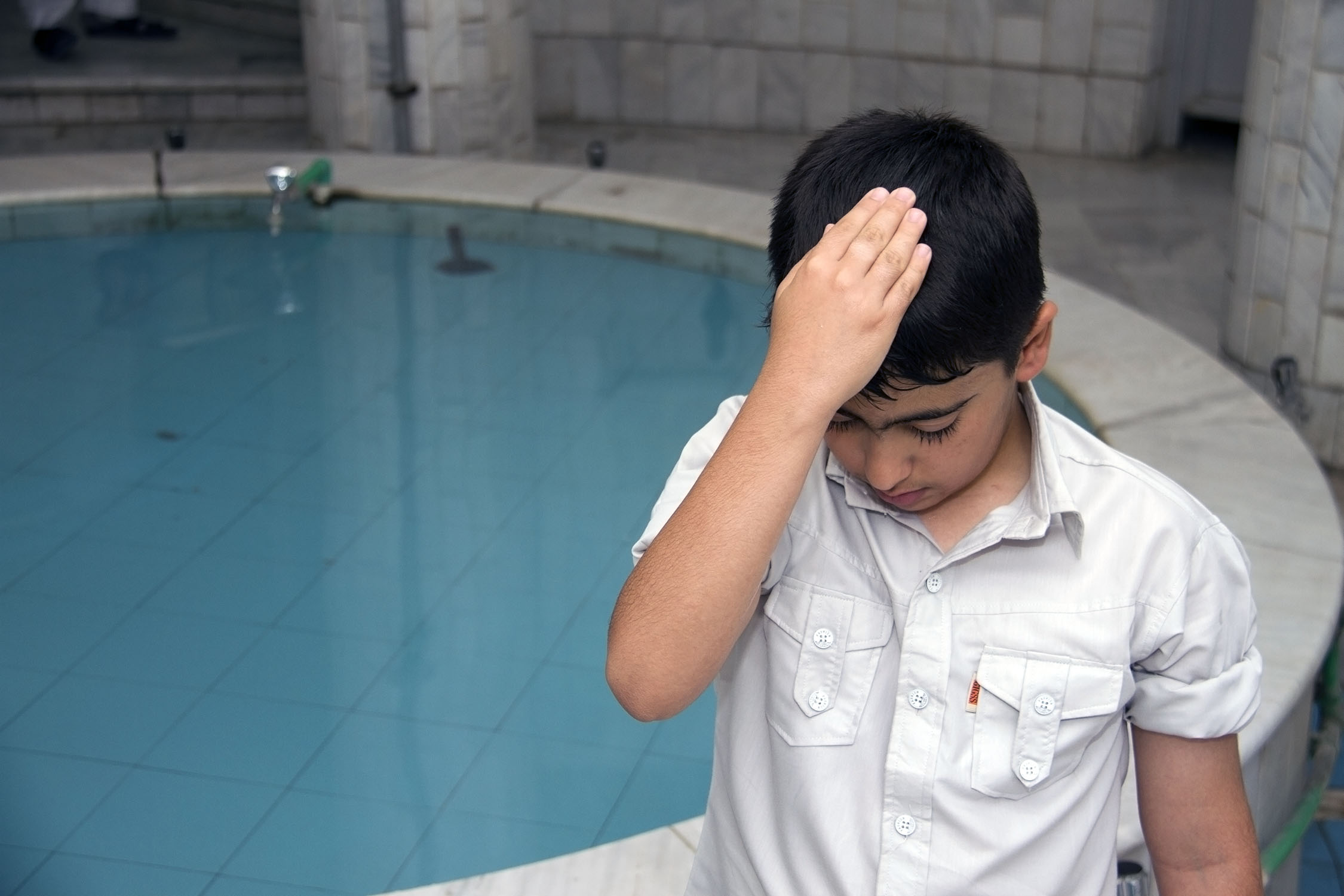

小净（阿拉伯语：الوضوء，al-wuḍūʼ，國際音標：[wʊˈdˤuːʔ]）是伊斯兰教的一种净礼，指的是用水洗净身体的某些部位，以达清洁并进行某些宗教活动，但也可在进行非宗教活动之前进行，以保持洁净。在进行每日五次的礼拜前，需进行小净。小净用水需清洗手、口、鼻孔、胳膊、头、足，是伊斯兰净礼的重要环节。具体的规定，如需要小净后方能进行的活动、包含小净的仪式、坏小净的事项等，则由伊斯蘭教法學规定。
信道的人们啊！当你们起身去礼拜的时候，你们当洗脸和手，洗至于两肘，当抹头，当洗脚，洗至两踝。如果你们是不洁的，你们就得洗周身。如果你们害病或旅行，或从厕所来，或与妇女交接，而得不到水，你们就趋向清洁的地面，而用一部分土抹脸和手。安拉不欲使你们烦难，但他欲使你们清洁，并完成他所赐你们的恩典，以便你们感谢。（《古兰经》5：6，马坚译本）